# 雷纳塔·泰巴尔迪

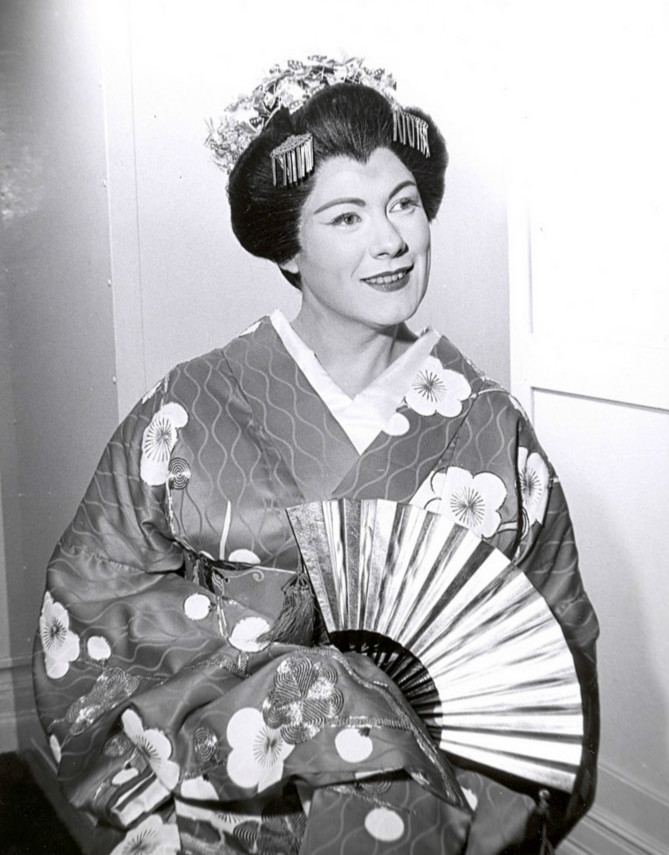
泰巴尔迪饰演蝴蝶夫人

雷纳塔·泰巴尔迪（Renata Ersilia Clotilde Tebaldi，1922年2月1日—2004年12月19日），是一位意大利女高音歌剧演唱家，歌剧界认为她有着“天使般的美丽歌喉”。
泰巴尔迪出生于一个音乐世家，其父是佩萨罗一所学校的小提琴音乐老师。在1950年代到60年代，她与当时走红的著名意大利男高音歌唱家馬里奧·德·摩納哥被誉为是一对“黄金搭档”。
她常被拿來與同年代的希臘裔女高音卡拉絲相比較，被視為是卡拉絲的競爭對手。